# Калінін (Острогозький район)
Калінін (рос. Калинин) — хутір у Острогозькому районі Воронезької області Російської Федерації.
Населення становить 33  особи. Входить до складу муніципального утворення Дівицьке сільське поселення.

## Історія
Населений пункт розташований у межах суцільної української етнічної території, частини Східної Слобожанщини. До Перших визвольних змагань належав до Воронезької губернії.
Згідно із законом від 15 жовтня 2004 року входить до складу муніципального утворення Дівицьке сільське поселення.

## Населення
| 2000 | 2005 | 2010 |
| ---- | ---- | ---- |
| 43   | →43  | ↘33  |